# Tarassiwka (Lubny, Hrebinka)
Tarassiwka (ukrainisch Тарасівка; russisch Тарасовка Tarassowka) ist ein Dorf im Westen der ukrainischen Oblast Poltawa mit etwa 1000 Einwohnern (2001).

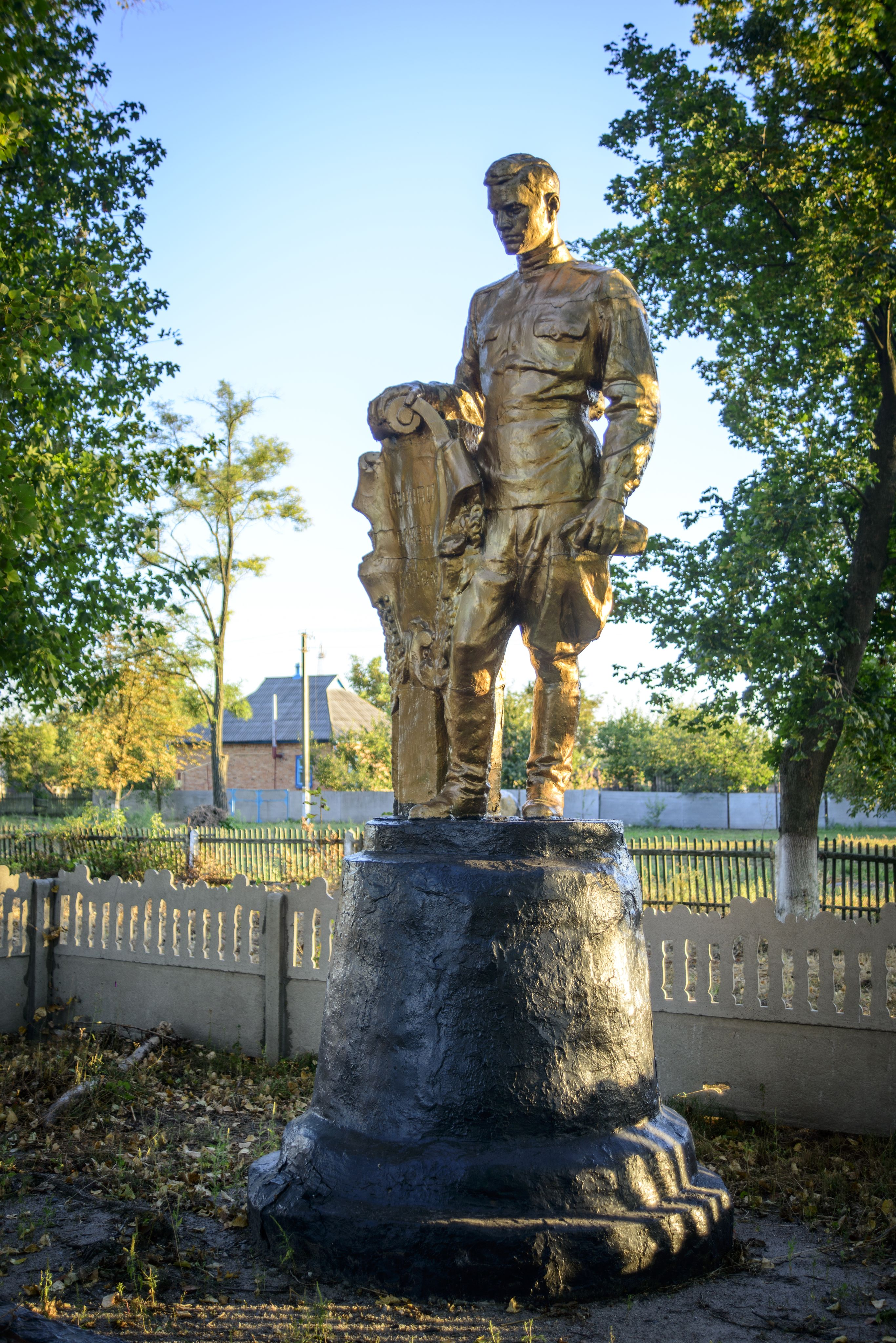
Denkmal im Ort

Im Jahr 1922 wurden Einzelgehöfte zu einem Dorf zusammengefasst und nach dem ukrainischen Nationaldichter Taras Schewtschenko benannt.
Die Ortschaft liegt auf einer Höhe von 116 m am Ufer des Sliporid, einem 83 km langen, rechten Nebenfluss der Sula, 12 km nördlich vom ehemaligen Rajonzentrum Hrebinka und etwa 200 km nordwestlich vom Oblastzentrum Poltawa.
Tarassiwka besitzt eine Bahnstation an der Bahnstrecke Odessa-Tscherkassy-Pryluky-Tschernihiw-Belarus. Im Osten vom Dorf verläuft die Territorialstraße T–17–10.
Am 12. Juni 2020 wurde das Dorf ein Teil der Stadtgemeinde Hrebinka, bis dahin bildete es die gleichnamige Landratsgemeinde Tarassiwka (Тарасівська сільська рада/Tarassiwska silska rada) im Norden des Rajons Hrebinka.
Am 17. Juli 2020 kam es im Zuge einer großen Rajonsreform zum Anschluss des Rajonsgebietes an den Rajon Lubny.